# Batuque (religia)
Batuque – jeden z nurtów religii afroamerykańskich w Brazylii, zwłaszcza w stanie Rio Grande do Sul, skąd rozprzestrzenił się także na terytorium takich krajów, jak Urugwaj i Argentyna. Wywodzi się z kultu bóstw afrykańskich, zwanych orisza, lecz w odróżnieniu od candomblé, opartej na wierzeniach Jorubów, batuque bardziej związany jest z religią ludów Jêje, Ijexá, Oyó, Cabinda oraz Nagô pochodzących z Gwinei. W okresie niewolnictwa tradycje ludów pochodzących z różnych części Afryki zlały się w specyficznie brazylijski ruch, zwany batuque.

## Wierzenia
Każdy człowiek jest od urodzenia w szczególny sposób związany z którymś z bóstw orisza, które go specyficznie naznacza. Wśród oriszów nie ma hierarchii, żadne z tych bóstw nie jest „ważniejsze” czy wyższe od pozostałych.
Najbardziej popularne bóstwa orisza to: Bará, Ogum, Oiá-Iansã, Szango, Ibeji, Odé, Otim, Oba, Ossaim, Xapanã, Oxum, Iemanjá, Oxalá oraz Orunmilá.

## Obrzędy
Rytuały batuque są oparte głównie na tradycjach ludu Ijexá z Nigerii,  Jêje z Dahomeju (obecnie Benin), Kabinda w Angoli oraz Oyó z Nigerii. Każdy z ludów posiada swoje własne, odrębne obrzędy.

## Kapłani
Kapłani batuque, noszą nazwę babalorixá lub iyalorixá, ich zadaniem jest szkolić nowych kapłanów w celu zapewnienia ciągłości tradycji.